# Héctor Fuentes (actor)
Héctor Fuentes Arriaga  (Ciudad de México, 18 de enero de 1963), más conocido como su nombre artístico Héctor Fuentes,  es un actor, cantante y presentador mexicano.

## Biografía
Inició su carrera artística como cantante profesional en 1984 como integrante del grupo Graffitti.  Más adelante trabajó como coro de Guadalupe Pineda y de otros artistas destacando su participación en conciertos como coro de Juan Gabriel en la ciudad de Nueva York. En 1996 se integra como cantante bolerista de la Internacional Sonora Santanera. En 2001 saca a la venta su primer disco solista titulado Fiesta con Chispa con la compañía BMG. En 2008 inicia formalmente una nueva etapa de su carrera como actor en la telenovela de Telemundo El rostro de Analía, donde interpreta al Prosecutor. Compartió créditos con Elizabeth Gutiérrez, Martín Karpan, Maritza Rodríguez y Karla Monroig.
Luego realizó la telenovela Más sabe el diablo en 2009, compartiendo créditos con Gaby Espino, Miguel Varoni,
Jencarlos Canela y Karla Monroig. En aquella producción interpretó a Luis Martínez.
En 2010 participó en Perro amor, compartiendo créditos con Carlos Ponce. Ese mismo año es invitado a participar como jurado de clasificación para The Latin Recording Academy, Latin Grammy, así como jurado para la final del Miami International Song Festival y otros más.
Al año siguiente actuó en Aurora, interpretando a Dr. Parker. Posteriormente participa en Eva Luna, La casa de al lado y Relaciones peligrosas. Después de terminar RP, es invitado para presentar México Mi Amor.
En 2012 participa en El rostro de la venganza como Salvador Casas, compartiendo créditos con Saúl Lisazo, Marlene Favela,
David Chocarro, entre otros.

## Como cantante
En 1996, dio un paso decisivo en su carrera artística, al integrarse como cantante a la internacional Sonora Santanera, legendaria agrupación mexicana, la más famosa e importante en la historia dentro de la comunidad mexicana de los Estados Unidos, participando en los programas de televisión y de radio con mayor relevancia en México y en el extranjero, batiendo récords de audiencia en la mayoría.
Héctor Fuentes logró penetrar en el gusto de la música, lo que lo llevó a pertenecer a la Institución Musical de mayor trascendencia y arraigo popular de México y los Estados Unidos así como en muchos otros países de América Latina. Posteriormente ha participado en dos producciones musicales como solista, la primera para la compañía de discos BMG, con la que se produjo el disco Fiesta con Chispa y la segunda denominada Tributo a las Sonoras sobre la base de la cual presenta su actual show de boleros tropicales. Héctor también se destaca por cantar música ranchera con mariachis.

## Filmografía

### Telenovelas
- Dama y obrero (2013) - Enrique Molina (Telemundo)
- El rostro de la venganza (2012–2013) - Salvador Casas (Telemundo)
- Relaciones peligrosas (2012) - Armando Madrazo (Telemundo)
- La casa de al lado (2011) - Nibaldo González (Telemundo)
- Eva Luna (2011) - Detective Reyes (Univision)
- Aurora (2010–2011) - Dr. Parker (Telemundo)
- Perro amor (2010) - Bobby (Telemundo)
- Más sabe el diablo (2009) - Luis Martínez (Telemundo)
- El rostro de Analía (2008–2009) - Presecutor (Telemundo)
- Vivo por Elena (1998) - Invitado con la Sonora Santanera (Televisa)
- La pícara soñadora (1991) - (Televisa)

### Series
- Necesito una amiga (2008) - Venevisión Internacional

### Como Presentador
- Quién Tiene la Razón (2011) - (1 temporada, 40 capítulos)
- México Mi Amor (2012)

### Jurado
- The Latin Recording Academy
- Latin Grammy
- Miami International Song Festival